# Carex palawanensis
Carex palawanensis är en halvgräsart som beskrevs av Georg Kükenthal. Carex palawanensis ingår i släktet starrar, och familjen halvgräs. Inga underarter finns listade i Catalogue of Life.